# Nihad Hasanović
Nihad Hasanović (Bihać, SFRJ, 1974) je bosanskohercegovački pisac. Objavio je drame Podigni visoko baklju (1996) i Zaista? (2001), zbirku priča Kad su narodi nestali (2003), romane O roštilju i raznim smetnjama (2008), Čovjek iz podruma (2013), Laki pogon Архивирано на веб-сајту  (1. август 2016) (2016) i  Vidimo se u x (2022) te priče, pesme i prevode (uglavnom s francuskog, a ponešto i s engleskog i španskog jezika) po književnim časopisima. Preveo je roman Kenize Murad Le jardin de Badalpour (Vrt u Badalpuru), L'esprit du terrorisme (Duh terorizma) Žana Bodrijara i Cahier de Talamanca (Sveska iz Talamanke) Emila Siorana. Nihad Hasanović živi u Sarajevu.

## Spoljašnje veze
- SLUŽBENA STRANICA
- "Samozaborav se širi kao kuga" - intervju BH. DANI
- Intervju s Nihadom Hasanovićem Архивирано на веб-сајту  (11. октобар 2008)
- Nezavisne novine: Laska mi epitet "divlji"
- Prikaz romana O roštilju i raznim smetnjama u književnom magazinu (sic!)
- funkhaus europa WDR --- Pisci govore: Nihad Hasanović[мртва веза]